# نیت (همسر پپی دوم)
نیت (به انگلیسی: Neith) یک ملکه همسر در مصر باستان بود که در دوران حکمرانی دودمان ششم مصر زندگی می‌کرد. او یکی از همسران اصلی و مهم فرعون پپی دوم در عصر پادشاهی کهن مصر بود. این ملکه نامش را از ایزدبانوی نیت می‌گیرد.

## خانواده
گمان می‌رود نیت دختر شاه پپی یکم و ملکه عنخ‌اسن‌پپی یکم بوده باشد، و از این رو، عمه و هم‌زمان دخترعموی شاه پپی دوم به‌شمار می‌رفته است. ممکن است نیت مادر شاه مرنرع دوم بوده باشد. همچنین افسانه‌ای دربارهٔ ملکه نیتوکریس وجود دارد که، اگر واقعاً وجود داشته باشد، ممکن است دختر نیت بوده باشد.

## دفن
از میان سه مجموعه هرم کوچکی که در اطراف هرم اصلی پپی دوم ساخته شده‌اند، هرم نیت بزرگ‌ترین آن‌هاست. به نظر می‌رسد هرم نیت نخستین هرمی بوده که در میان هرم‌های همسران شاه پپی دوم ساخته شده است. مجموعه هرم نیت شامل یک معبد کوچک، یک هرم فرعی، و ناوگانی متشکل از شانزده کرجی چوبی مدل‌سازی‌شده بود که میان هرم اصلی و هرم فرعی دفن شده بودند. ورودی محوطه با دو ابلیسک کتیبه‌دار احاطه شده بود. اتاق دفن نیت با متون اهرام آراسته شده بود. این دومین مورد شناخته‌شده از کاربرد این متون در هرم یک ملکه به‌شمار می‌رود؛ نخستین مورد مربوط به هرم عنخ‌اسن‌پپی دوم است. در اتاق دفن، یک تابوت خالی از جنس گرانیت سرخ و یک صندوق کانوپیک قرار داشت.
بخش‌هایی از مومیایی او کشف شده و زمانی در دانشکده پزشکی قصرالعینی نگهداری می‌شده است.